# Jeangu Macrooy

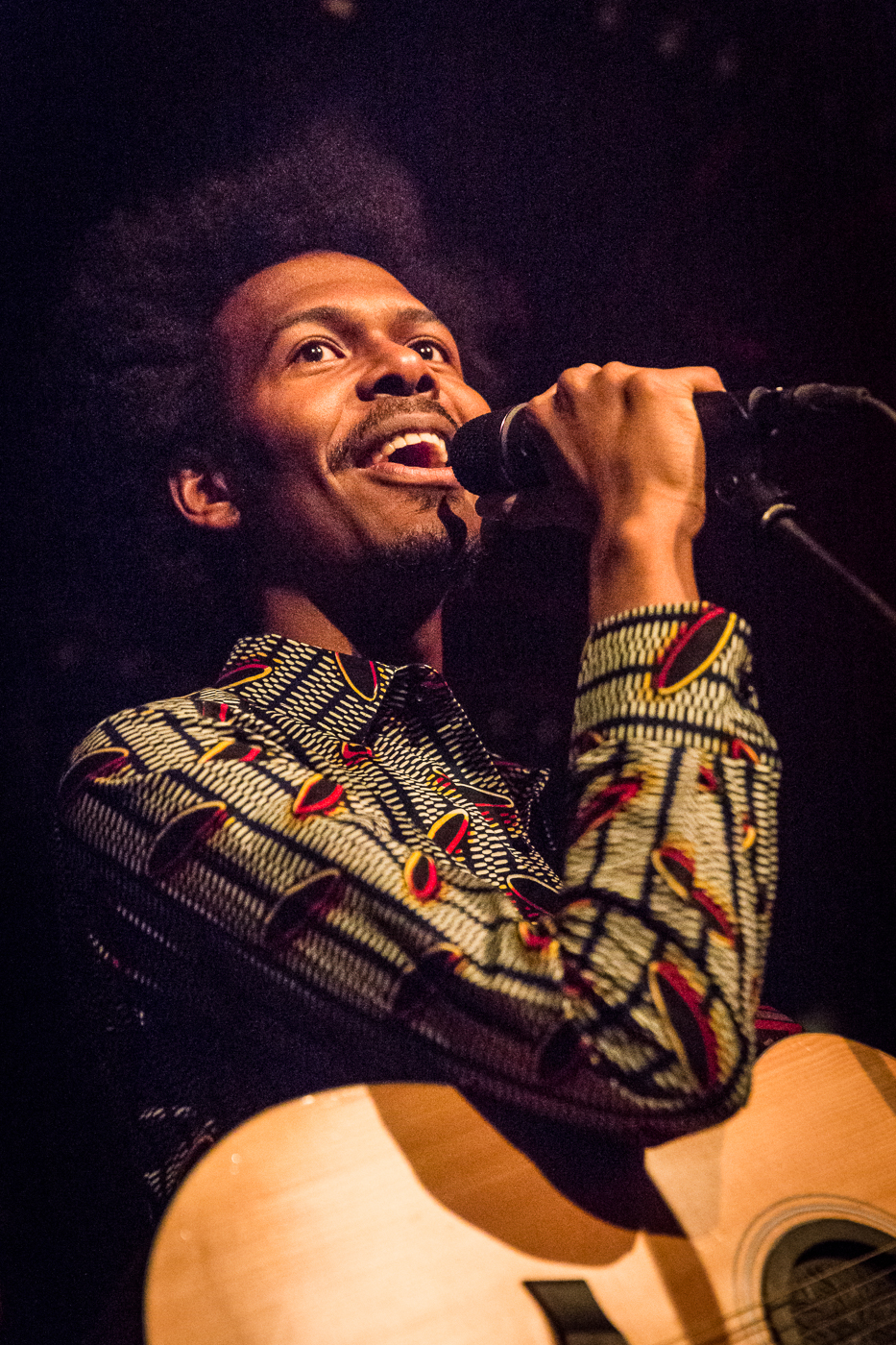
Jeangu Macrooy (2017)

Jeangu Macrooy ([ʒɑ̃nˈgy maˈkroːi]; * 6. November 1993 in Paramaribo) ist ein surinamischer Sänger und Songwriter.

## Karriere
Jeangu Macrooy wurde in Paramaribo geboren. Mit seinem Bruder Xillan Macrooy gründete er 2011 das Duo Between Towers. Nach zwei Jahren am Konservatorium in Paramaribo entschied er sich 2014, sein Studium als Songwriter am ArtEZ Conservatorium im niederländischen Enschede fortzusetzen. In den Niederlanden begann seine Zusammenarbeit mit dem Musikproduzenten Perquisite, den Macrooy bei einem Vorsprechen am ArtEZ-Konservatorium traf. Er wurde im Dezember 2015 offiziell bei Perquisites Label Unexpected Records unter Vertrag genommen.

### Veröffentlichungen
Macrooys Debüt-EP Brave Enough wurde am 7. April 2016 veröffentlicht. Seine erste Single Gold wurde gut aufgenommen: Er spielte das Lied am 19. April 2016 in der Talkshow De Wereld Draait Door und es wurde in einer Werbung für die Serie Game of Thrones verwendet. Im April 2016 wurde Macrooy vom Radiosender 3FM als Serious Talent ausgezeichnet.
Macrooys Debütalbum High On You, für das er wie bei seiner EP mit Perquisite zusammengearbeitet hat, wurde am 14. April 2017 bei Unexpected Records veröffentlicht. Das Album stieg in die niederländischen Albumcharts ein. Die Single High On You aus dem Album erreichte den ersten Platz in den surinamischen Top 40.
Am 7. Februar 2019 veröffentlichte Macrooy sein zweites Album Horizon im Paradiso.

### Auftritte

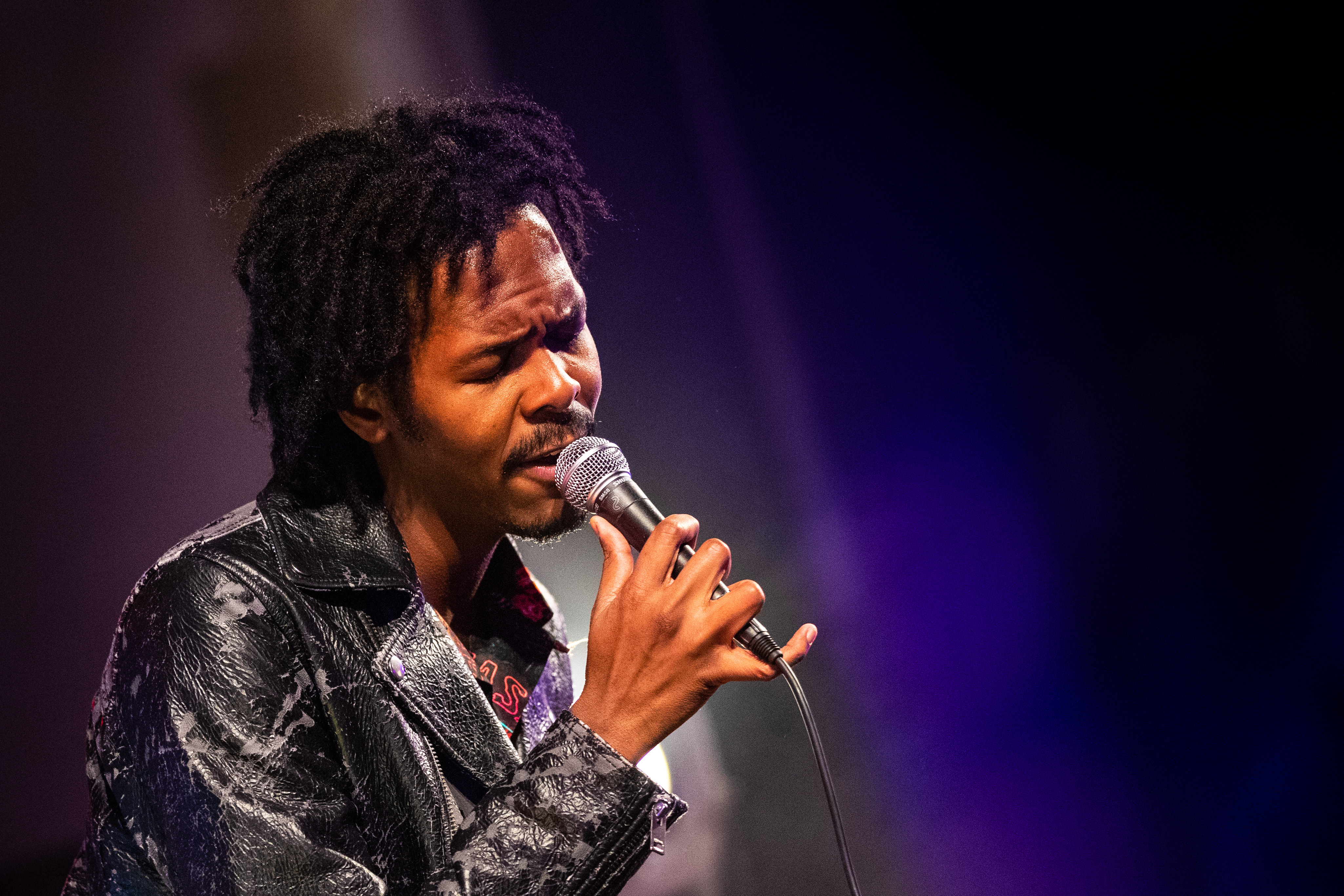
Macrooy auf dem Noorderslag-Festival 2019

Macrooy spielte 2016 als Support für Selah Sue, Blaudzun, Remy van Kesteren und Bernhoft. Er nahm auch an der Popronde, einem niederländischen Popmusikfestival in verschiedenen Städten, teil. 2017 tourte er mit seiner ersten Clubtournee durch die Niederlande, im Sommer desselben Jahres spielte Macrooy mit seiner Band auf verschiedenen Festivals, darunter dem Noorderslag-Festival, dem North Sea Jazz Festival, dem Festival Mundial in Tilburg und dem Lowlands-Festival. Er trat auch in seiner Heimat Surinam auf.
Jeangu Macrooy tritt auch außerhalb der Niederlande auf. Er war die Vorgruppe bei den Deutschland-Konzerten von Curtis Harding und Ayọ, sowie von Trombone Shorty (in Deutschland, Belgien und Frankreich). Im Sommer 2019 machte er seine erste eigene Headliner-Tour unter anderem durch Köln, Hamburg und Berlin und trat beim international renommierten Reeperbahn-Festival auf. Macrooys Horizon-Theatertournee durch die Niederlande sollte im Frühjahr 2020 beginnen, wurde jedoch aufgrund der Corona-Pandemie abgesagt.

#### In der TalkshowDe Wereld Draait Door(DWDD)
Nach seinem ersten Auftritt bei De Wereld Draait Door (DWDD) war Macrooy ein regelmäßiger Gast in der Sendung. Er würdigte Stevie Wonder, George Michael und The Blue Diamonds und sang das Lied The Times They Are A-Changin von Bob Dylan in einer Retrospektive von DWDD. In der Saison 2018/2019 würdigte Macrooy zusammen mit Ruben Hein bei mehreren Auftritten Paul Simon und Elton John, die beide Anfang des Jahres ihre Abschiedstournee ankündigten.

#### The Passionund Filmmusik
Macrooy spielte 2018 die Rolle des Judas im Pop-Passionsspiel The Passion, das jährlich im niederländischen Fernsehen ausgestrahlt wird. Seine Single Dance With Me ist der Titelsong von Michiel van Erps Spielfilm Niemand in de stad.

#### Eurovision Song Contest
2020 gab die niederländische öffentlich-rechtliche Rundfunkgesellschaft AVROTROS bekannt, dass Macrooy das Gastgeberland beim Eurovision Song Contest (ESC) 2020 im Mai mit dem Titel Grow vertreten soll. Da die Niederlande den ESC 2019 gewonnen hatten, war er automatisch für das Finale qualifiziert. Am 18. März 2020 musste der Wettbewerb aufgrund der COVID-19-Pandemie jedoch abgesagt werden, doch noch am selben Tag gab AVROTROS bekannt, dass Macrooy die Niederlande beim ESC 2021 vertreten solle. Der Beitrag Birth of a New Age, mit dem er beim ESC 2021 antreten soll, wurde am 4. März 2021 vorgestellt. Er wurde im Finale von den Backgroundsängern A Mili und Xillan, seinem Zwillingsbruder, sowie dem Tänzer Gil The Grid unterstützt. Der Beitrag landete auf dem 23. Platz.

## Diskografie

### Studioalben
- 2017: High On You (Unexpected Records)
- 2019: Horizon (Unexpected Records)

### Livealben
- 2019: Live! (Unexpected Records)

### EPs
- 2016: Brave Enough (Unexpected Records)

### Singles
- 2016: Gold
- 2016: To Love Is to Hurt
- 2016: Brave Enough
- 2017: Step into the Water
- 2017: Crazy Kids (feat. Xillan, Platz eins der surinamischen Charts[6])
- 2017: High on You
- 2017: Tell Me Father
- 2018: How Much I Love You
- 2018: Dance with Me
- 2019: Shake Up This Place
- 2019: Second Hand Lover
- 2020: Grow
- 2021: Birth of a New Age
- 2021: A Little Greener
- 2022: Worship
- 2022: Admit It